# Carol Greider
Carol Greider, née le 15 avril 1961 à San Diego, États-Unis, est une biologiste moléculaire américaine. Elle est professeur et directrice de la chaire Daniel Nathans de biologie moléculaire et de génétique à l'Université Johns-Hopkins. Elle est corécipiendaire du prix Nobel de physiologie ou médecine 2009 avec Elizabeth Blackburn et Jack Szostak.

## Biographie
Carol W. Greider est la fille de Kenneth Greider, un professeur de physique. Sa famille a ensuite déménagé à Davis, en Californie, où elle a passé plusieurs années de sa jeunesse. Elle est diplômée du College of Creative Studies de l'Université de Californie à Santa Barbara, avec une licence en biologie en 1983. Elle a eu son doctorat en biologie moléculaire en 1987 à l'Université de Californie à Berkeley, sous la direction d'Elizabeth Blackburn. Pendant son séjour à Berkeley, Greider a été codécouvreur de la télomérase, une enzyme clé dans la compréhension du cancer et de certaines anémies avec Blackburn.
Carol Greider a ensuite complété ses travaux post-doctoraux et a occupé un poste de professeur au Cold Spring Harbor Laboratory, à Long Island, à New York. Elle est nommée professeur à l'Université Johns Hopkins en 1997, où elle exerce depuis.

## Apports scientifiques
Dans le laboratoire d'Elizabeth Blackburn, elle réalise en 1985 l'identification d'une enzyme, la télomérase, possédant la propriété de rallonger les télomères des chromosomes

## Prix et distinctions
- 2003 : prix Richard Lounsbery de l'Académie des Sciences française et l'Académie nationale des sciences américaine « pour ses études biochimiques et génétiques de la télomérase, l'enzyme qui conserve l'extrémité des chromosomes dans les cellules eucaryotes »[3]
- 2006 : Prix Albert-Lasker pour la recherche médicale fondamentale
- 2009 : Prix Paul-Ehrlich-et-Ludwig-Darmstaedter
- 2009 : Prix Nobel de physiologie ou médecine
- 2014 : Chaire Bloomberg